# 9540 Mikhalkov
9540 Mikhalkov (1982 UJ7) là một tiểu hành tinh vành đai chính được phát hiện ngày 21 tháng 10 năm 1982 bởi L. G. Karachkina ở Nauchnyj.